# Месси Марв
Марвин Уотсон Младший (англ. Marvin Watson Jr.; род. 19 марта 1976), более известный под своим сценическим псевдонимом Messy Marv — американский рэпер из района Филмор в Сан-Франциско, Калифорния. Messy Marv также известен как участник группы Kaalman’s Krew.

## Недавняя карьера
2 ноября 2007 года Messy Marv был освобождён из тюрьмы, отсидев 12 месяцев по обвинению в хранению оружия. До, во время и после тюремного заключения у него было несколько альбомов, попавших в чарты, в том числе и Cake & Ice Cream 2, выпущенный в 2009 году и занявший 39-ю позицию в чарте R&B/Hip-Hop Albums и 12-ю позицию в Rap Albums. Совместный альбом с Berner Blow: Blocks and Boat Docks был выпущен в 2010 году, достигнув 48-й позиции в чарте R&B/Hip-Hop Albums. Весной 2012 года Messy Marv выпустил микстейп Da Frank Lucas Dat Neva Wore Da Mink Coat вместе с синглом «You Gotta Pay Me». В 2013 году он анонсировал выпуск своего нового на тот момент альбома «Playboy Gangsta» под своим новым сценическим псевдонимом LilPaperdupMess. В альбом вошли три сингла: «We Killas», «Beautiful Kalifornia», и «A Girlfriend Ain’t What I Need». В своём Twitter-аккаунте Messy Marv подтвердил дату выхода альбома 23 июля 2013 года. В начале 2014 года появился в качестве гостя в сингле «World Wide Mob» вместе с Montana Montana Montana, Joe Blow, Ap.9 и Fed X.
3 июля 2018 года Messy Marv и San Quinn выпустили 12-ти трековую компиляцию под названием Joc Nation (Well Connected).
3 декабря 2018 года Messy Marv подписал контракт с лейблом Mozzy Records, принадлежащему рэперу из Сакраменто Mozzy.

## Конфликты

### Obie Trice
В 2005 году Messy Marv враждовал с G-Unit. Конфликт обострился, когда подписант лейбла Shady Records Obie Trice заявил в эфире радиостанции KMEL заявил: «В Сан-Франциско мне приходится прикрывать свою задницу», намекая на большое количество гомосексуалистов, проживающих в городе. Messy Marv и Guce выпустили дисс-трек «50 Explanations», вошедший в альбом Pill Music: The Rico Act, Vol. 1. 50 Cent и Sha Money XL уладили конфликт в разговоре по телефону с Guce. Сам же Guce заявил: «Всё окончено, и это так и не началось»

### San Quinn
Messy Marv начал биф со своим двоюродным братом San Quinn 22 сентября 2008 года, назвав его «стукачом». 11 декабря того же года San Quinn в интервью с HipHopDX сказал, что он «любит» Messy Marv, несмотря на то, что они выпускали диссы друг на друга. В интервью WordofSouth в 2010 году San Quinn заявил, что причина конфликта с Messy Marv в том, что тот «слишком много говорит», но они оба пытаются подавить вражду. К настоящему времени конфликт уладился, и Messy Marv и San Quinn продолжают сотрудничать друг с другом.

### Spider Loc
19 апреля 2007 года Spider Loc выпустил дисс-трек на Messy Marv и The Game под названием «Ova Killa» и с участием Papa Smurf.

### Mistah F.A.B.
В 2009 году Messy Marv высмеивал рэпера из Окленда Mistah F.A.B. за его цепь, которую постоянно крали. Это привело к тому, что рэперы стали выпускать диссы друг на друга. Один из диссов Mistah F.A.B. назывался «Okay». В нём он пародировал Уотсона Младшего.

### Philthy Rich
7 сентября 2013 года Messy Marv пригласили выступить в казино в Рино, Невада. Промоутеры заплатили ему за это 5,000 долларов, однако Messy Marv не появился на сцене. Тогда промоутеры подошли к двери номера, в котором находился рэпер, и стучали в неё, не услышав никакого ответа. На следующий день они повторили попытку и смогли открыть дверь, ворвавшись в номер. Messy Marv был избит, а его фотография с ранениями от ударов была выставлена в Instagram. В ответ на это Марв сделал заявление в полицию. Услышав об этой новости, рэпер из Окленда Philthy Rich, ранее работавший с Марвом, назвал его «стукачом». 25 сентября 2013 года Philthy Rich совместно с Kurt Diggler выпустил трек «Swear to God». Он является диссом на Messy Marv и других рэперов из Области залива Сан-Франциско Kafani и DB Tha General. Трек вошёл в его альбом N.E.R.N.L. 3. В ответ Messy Marv под своим другим псевдонимом LilPaperdupMess 22 октября выпустил дисс под названием Philthy Rich Is a Bitch. 15 октября Philthy Rich выпустил новый дисс на Messy Marv, являющийся фристайлом на бит Дрейка «Pound Cake / Paris Morton Music 2». На следующий день Марв выпустил очередной дисс на Philthy Rich «I’m Right Here». В тот же день, 16 октября, Philthy Rich ответил диссом под названием Messy Marv aka the Girl Girl Is a Fake Blood. Известно, что рэперы враждуют до сих пор.